# イカボド
イカボド (ヘブライ語: אִי כָבוֹד) は、旧約聖書の『サムエル記』に登場する人物。名前の語義はヘブライ語で「栄なし」。

## 概略
アヒトブの兄弟、ピネハスの息子、祭司エリの孫。ペリシテ人による聖櫃奪取の際に生まれた。イカボドの母は、神の箱が奪われたこと及び舅と夫がペリシテ人との戦いにおいて死亡したという知らせを聞いたときに陣痛が起こり、イカボドを分娩した。また、このとき彼女は死にかかっていた。
イカボドという名前の由来は、サムエル記において、イカボドの母が「栄光はイスラエルを去った」と言って、自身が分娩した子にイカボド（栄なし）と名づけたことによる。彼女がこう言ったのは、神の箱が奪われ、彼女の舅であるエリと夫であるピネハスとが戦死したためである。
また、彼女は繰り返して、「栄光はイスラエルを去った。神の箱が奪われたからです」と言って、私的な不幸より公的かつ霊的な損失を優先するという敬虔さを示した。

## 名前の解釈
イスラエルの聖書学者であるヤイラ・エイミットによると、イカボドという名前は「（神の）栄光がイスラエルを去ったために、親なき、祖父なき、そして神さえもなき新生児の運命」を示しているという。
七十人訳聖書によると、彼の名前は「栄光がイスラエルを去ったことに対する不平」を示しているという。
また、旧約聖書がイカボドの兄弟であり、ピネハスの息子であるアヒトブをピネハスの息子というよりはイカボドの兄弟として言及していることから、本文批評学者は、イカボドが旧約聖書において書かれているよりもさらに意義のある人物であったと考えている。